# Make Me a Supermodel
Make Me a Supermodel è un programma televisivo britannico di genere reality show condotto dal modello neozelandese Rachel Hunter, in onda tra il 2005 e il 2006 sul canale Five.
Il format statunitense è andato in onda dal 2008 con la conduzione di Tyson Beckford.